# FlowGPT

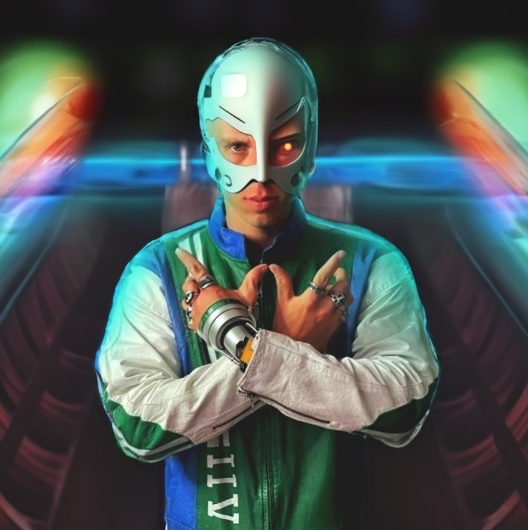
FlowGPT

FlowGPT és un projecte artístic creat pel productor xilè Mauricio Bustos (també conegut com a Maury Senpai) llençat l'any 2023. Es defineix a si mateix com 'el primer artista meitat humà, meitat IA', i és considerat el primer prototip d'artista basat en la tecnologia IA, la qual utilitza per crear i publicar cançons i DEMOS a través de diferents canals, com plataformes musicals i xarxes socials, entre les quals destaquen YouTube, Spotify i TikTok. Bustos utilitza intel·ligència artificial, específicament la tecnologia Kits AI, per transformar la seva veu i imitar altres artistes. La IA transforma les veus, mentre que la part humana compon, produeix i interpreta els temes musicals. Així mateix, el procés creatiu implica tant la tecnologia com la creativitat humana. Segons ell, defineix a FlowGPT com un personatge fictici, similar al concepte de Gorillaz, i no com un robot autònom.

## Història
El projecte va ser creat el 4 de maig de 2023, tot i que la seva popularitat va créixer el novembre del mateix any, arran de la seva cinquena DEMO, nostalgIA, i l'impacte que va tenir.
NostalgIA és una cançó que utilitza les veus de Bad Bunny, Daddy Yankee i Justin Bieber, totes generades mitjançant la intel·ligència artificial. Va ser llençada a través de les xarxes socials el 3 d'octubre de 2023, tot i que es va donar a conèixer al novembre, degut a la viralització i la controvèrsia generada per la seva autoria.
Actualment, compta amb més de 6 milions de reproduccions a Spotify, havent-se arribat a posicionar a llistes importants com el Top 50: España.

## Impacte
Les cançons publicades per FlowGPT han guanyat cada cop més popularitat, sobretot a xarxes socials com TikTok i Spotify. No obstant, ha sigut la cinquena cançó publicada la qual ha tingut un impacte realment significatiu.
El llançament d'aquesta ha generat una important polèmica, principalment degut al posicionament públic que Bad Bunny ha mostrat al respecte. Una de les veus simulades mitjançant intel·ligència artificial és la seva, fet amb el qual no ha estat d'acord, i el seu canal de difusió de WhatsApp amb els seus fans, ha publicat el següent missatge: "Si a ustedes les gusta esa mi*rda de canción que está viral en TikTok, sálganse de este grupo ahora mismo. Ustedes no merecen ser mis amigos y por eso mismo hice el nuevo disco, pa’ deshacerme de gente así. Así que chu, chu, chu. Fuera".
La resposta de Bad Bunny va tenir tal impacte que, a dia d'avui, la cançó ja no es està disponible a Spotify. Com va comunicar FlowGPT: "Les informo Bad Bunny me bajó la canción, así que probablemente solo puedan escucharla por YouTube por ahora, pero tranquilos… mucho amor y buena música para todos 🌐💛".
Cap al juny de 2024, el músic xilè va ser demandat per OpenAI per l'ús de les sigles "GPT" en el seu nom artístic. OpenAI va argumentar que l'ús de "GPT" era indegut, ja que aquestes sigles corresponen a la seva tecnologia d'intel·ligència artificial, ChatGPT. Bustos, en resposta a l'amenaça legal, va defensar el seu ús de les sigles, explicant que "GPT" en el seu cas significa "Generador Preentrenado de Temazos" i que no ha pogut ser registrat als Estats Units. A més, va insistir que la seva interpretació de "GPT" és diferent i no infringeix els drets d'OpenAI, tancant així el conflicte.
La crítica cap a FlowGPT ha estat variada i ha generat un intens debat a la indústria musical. Alguns crítics han qüestionat la legitimitat d’utilitzar veus generades per IA per crear música, argumentant que pot rebaixar l’originalitat i el valor de l’art musical. Tanmateix, Bustos defensa el seu enfocament, afirmant que la seva intenció no és suplantar els artistes, sinó aprendre d’ells i obrir un espai col·laboratiu a la indústria musical.
Després de la controvèrsia amb Bad Bunny, plataformes com Apple Music i Spotify van eliminar algunes cançons de FlowGPT, fet que ha generat crítiques sobre el poder que tenen les discogràfiques per influir en la disponibilitat de música en streaming. Bustos va declarar sentir-se frustrat per aquestes accions, ja que considera que la seva música està registrada legalment i hauria de ser accessible.
Malgrat les crítiques i controvèrsies, FlowGPT ha aconseguit acumular una audiència considerable a plataformes com TikTok i Spotify. Així mateix, part del públic també ha manifestat el seu desacord amb l’opinió de Bad Bunny a les xarxes socials, defensant FlowGPT i mostrant el seu gust per la cançó NostalgIA.

## Discografia
- DEMO #1: Karol (Anuel AA, Feid type)
- DEMO #2: TQuilas (Peso Pluma, Luis Miguel)
- DEMO #3: Celestes (Duki, Gustavo Cerati, Nicki Nicole)
- DEMO #4: BellaK. O.
- DEMO #5: NostalgIA (Bad Bunny, Justin Bieber, Daddy Yankee)